# Красная Лохань
Красная Лохань, Красная Лихань — деревня в составе Михнёвского сельского поселения Болховского района Орловской области. Население 19 человек (2010), 14 человек (к 2018 г.) .

## История
Кандидат исторических наук А. Ю. Саран пишет (2015), что деревня под названиями Красная Лихань, Красная Лохань тож упоминается в 1780—2014 гг. и входила в АТД: Паленская вол., Лучанская вол., Болховский у., Паленский с/с, Михневский с/с, Болховский р-н (Список-1866. Сб-1889. Список-1910. Болхов-1927. АТД-1976. АТД-2000. АТД-2010. АТД-2014. Ашихмина. МЧС-2014).
Владельцы
- — XVIII в. — Черемисиновы
- — 1871 — Спичакова Елена Ник., подполковница, Муханова Елиз. Ал., фрейлина.
- — 1889 — Муханов.

## География
Деревня расположена в центральной части Среднерусской возвышенности в лесостепной зоне, на севере области возле административной границы с Белёвским районом Тульской области и находится на р. Мошок (Моха). Уличная сеть состоит из одного географического объекта: ул. Заречная.
Абсолютная высота 158 метров над уровня моря
.
Географическое положение
в 3 км. — административный центр поселения посёлок Щербовский, в 15 км — административный центр района город Болхов
Климат
близок к умеренно-холодному, количество осадков является значительным, с осадками в засушливый месяц. Среднегодовая норма осадков — 627 мм. Среднегодовая температура воздуха в Болховском районе — 5,1 °C.

## Население
| 2010 |
| ---- |
| 19   |

174 чел. и 19 дворов (1866), 256 чел. и 38 дворов (1889), 336 чел. и 61 двор (1926), 40 чел. (2000), 19 чел. (2010).
Возрастной состав
По данным администрации Михнёвского сельского поселения, опубликованным в 2017—2018 гг., в деревне Красная Лохань проживают в 9 дворах 14 жителей, среди них до 7 лет и от 7 до 18 лет, от 18 до 30 лет — 0 человек, от 30 до 50 лет — 7 человек, от 50 до 60 лет — 0 человек, свыше 60 лет — 7 человек
Национальный состав
Согласно результатам переписи 2002 года, в национальной структуре населения
русские составляли 100 % от общей численности населения в 34 жителя

## Инфраструктура
Было развито сельское хозяйство. В 1944 действовал колхоз им. Кирова.
Личное подсобное хозяйство.

## Транспорт
Просёлочные дороги.